# Відбивна здатність мінералів
Відбивна́ зда́тність мінера́лів (рос. отражательная способность минералов, англ. reflectance of minerals, нім. Reflexionsvermögen n der Minerale) — здатність мінералів відбивати частину світла, що падає на них. Є оптичною константою мінералів, яка використовується в мінералогії як діагностична ознака.
Числове значення цієї константи (у %) визначається формулою:
R = Iy / Ii,
де Ii — інтенсивність падаючого на поверхню мінералу світла, Iy — інтенсивність відбитого світла, R — показник відбиття.
Найбільша відбивна здатність (95%) спостерігається у самородного срібла.